# 飞向人马座
《飞向人马座》，是一部13万字的中文长篇科幻小说，其中科学知识大概占据了三分之一的内容。这部小说是郑文光恢复科幻创作后的第一部作品，他以一部13万字的长篇掀开了个人创作新阶段的序幕。在《飞向人马座》中，郑文光不但保留了自己在创作前期努力最重要的成果——强大的科学技术建构，同时力图在文学建构上摆脱政治化的偏向，寻求以人的命运作为文学建构的焦点。
《飞向人马座》取得了很大的成功，在语言、气氛、人物情感等诸多方面显著地高于当时中国国内的其他作品。特别是在处理其中的科学内容上，作家以一种稍显女性化的文笔消逝了知识本身干涩的苦味，不但如此，还给读者一种已经将其中的科技内容融入了个人知识结构的独特感觉。